# Artère interlobaire du rein
Les artères interlobaires du rein (ou artères péripyramidales du rein ou artères interpyramidales du rein ou artères intralobaires du rein ou artères lobaires du rein) sont des artères intrarénales.

## Origine
Les artères interlobaires naissent des artères segmentaires des reins au niveau du sinus du rein.

## Trajet
Les artères interlobaires du rein passent de façon rectiligne du sinus rénal vers la périphérie du rein. Elles passent dans les colonnes rénales (de Bertin) entre les pyramides rénales (de Malpighi).

## Terminaison
Au niveau de la base des pyramides elles se divisent en artères arquées du rein.

## Aspect clinique
Les artères interlobaires du rein sont des artères terminales et leur obstruction entraîne la nécrose du territoire correspondant.